# Ред на сглобяване на МКС
Изграждането на Международната космическа станция (МКС) е главното инженерно-космическо събитие извършвано в ниска околоземна орбита (НЗО) и ръководено от консорциум от правителствени и междуправителствени космически агенции.
Заря е първият изведен в орбита модул изстрелян с ракета-носител Протон на 20 ноември 1998 г. С полет STS-88 на космическата совалка две седмици по-късно е изведен модул Юнити и е скачен с модул Заря. Той е първият от общо три възела на станцията. С ядрото от тези два модула станцията остава необитаема за следващите година и половина до юли 2000 г., когато е изведен и скачен модул Звезда, който позволява постоянното обитаване на МКС от поне двама космонавти.
Когато станцията бъде завършена тя ще има обитаем обем около 1000 m3, маса от около 400 000 kg, мощност от 100 киловата, 109 m ширина, 74 m дължина и екипаж от шестима космонавти. Сглобяването на цялата станция изисква извършването на над 40 монтажни полета. Към март 2011 г. 26 полета на космически совалки са скачвани със станцията за да добавят компоненти, 9 други полета на космическите совалки са извършени за снабдяване на МКС без да бъдат добавяни компоненти. Последните два полета на совалките са предвидени за извеждане и добавяне към станцията на единия от двата оставащи компоненти на МКС, а другият компонент (Европейската роботизирана ръка) ще бъде изведен с ракета-носител Протон. Други модули добавени към станцията са изведени с Протон, а в случая на модули Пирс и Поиск е използвана ракета-носител Союз-У.

## План на полетите
Международната космическа станция се състои от 15 модула: осем американски (Дестини, Юнити, Куест, Транквилити, Хармъни, Купола, Леонардо и Заря), четири руски (Звезда, Пирс, Поиск и Рассвет), два японски (Японски експериментален модул, съставен от херметизиран модул и нехерметизирана външна платформа и един европейски (Кълъмбъс). Още един руски херметизиран модул (Наука) трябва да бъде добавен към станцията.
Въпреки че не е постоянна част от МКС, към нея често е скачван Многофункционалният товарен модул по време на някои мисии на Спейс Шатъл. Той е скачван основно с модул Хармъни (преди това с Юнити) и е използан за снабдителни мисии.
Космически кораби скачвани с МКС също увеличават обитаемия обем. Поне един кораб Союз е винаги скачен със станцията и служи като „спасителна лодка“ за екипажа. Подменя се на всеки 6 месеца заедно с подмяната на екипажа.
Таблицата по-долу показва реда на сглабяне на компонентите към станцията.
| Компонент                                                                               | Полет           | Ракета-носител          | Дата на изстрелване | Дължина (m) | Диаметър (m) | Маса (kg)     |
| --------------------------------------------------------------------------------------- | --------------- | ----------------------- | ------------------- | ----------- | ------------ | ------------- |
| Заря FGB                                                                                | 1A/R            | Протон-К                | 20 ноември, 1998    | 12,6        | 4,1          | 19 323        |
| Юнити Възел 1 с ХАС 1 и 2                                                               | 2A – STS-88     | Индевър                 | 4 декември, 1998    | 5,49        | 4,57         | 11 612        |
| Звезда                                                                                  | 1R              | Протон-К                | 12 юли, 2000        | 13,1        | 4,15         | 19 050        |
| Ферма Z1 с ХАС 3                                                                        | 3A – STS-92     | Дискавъри               | 11 октомври, 2000   | 4,9         | 4,2          | 8755          |
| Ферма P6                                                                                | 4A – STS-97     | Индевър                 | 30 ноември, 2000    | 73,2        | 10,7         | 15 900        |
| Лаборатория Дестини                                                                     | 5A – STS-98     | Атлантис                | 7 февруари, 2001    | 8,53        | 4,27         | 14 515        |
| Външна складова платформа (ESP) 1                                                       | 5A.1 – STS-102  | Дискавъри               | 8 март, 2001        |             |              |               |
| Роботизирана ръка Канадарм2                                                             | 6A – STS-100    | Индевър                 | 19 април, 2001      | 17,6        | 0,35         | 4899          |
| Съвместна шлюзова камера Куест                                                          | 7A – STS-104    | Атлантис                | 12 юли, 2001        | 5,5         | 4            | 6064          |
| Отсек за скачване Пирс                                                                  | 4R              | Союз-У                  | 14 август, 2001     | 4,1         | 2,6          | 3900          |
| Ферма S0                                                                                | 8A – STS-110    | Атлантис                | 8 април, 2002       | 13,4        | 4,6          | 13 970        |
| Мобилна обслужваща система за Канадарм2                                                 | UF2 – STS-111   | Индевър                 | 5 юни, 2002         | 5,7         | 2,9          | 1450          |
| Ферма S1                                                                                | 9A – STS-112    | Атлантис                | 7 октомври, 2002    | 13,7        | 3,9          | 12 598        |
| Ферма P1                                                                                | 11A – STS-113   | Индевър                 | 23 ноември, 2002    | 13,7        | 3,9          | 12 598        |
| ESP 2                                                                                   | LF1 – STS-114   | Дискавъри               | 26 юли, 2005        | 3,65        | 4,9          | 2676 (празна) |
| Ферма P3/P4                                                                             | 12A – STS-115   | Атлантис                | 9 септември, 2006   | 73,2        | 10,7         | 15 900        |
| Ферма P5                                                                                | 12A.1 – STS-116 | Дискавъри               | 9 декември, 2006    | 13,7        | 3,9          | 12 598        |
| Ферма S3/S4                                                                             | 13A – STS-117   | Атлантис                | 8 юни, 2007         | 73,2        | 10,7         | 15 900        |
| Ферма S5 с ESP-3                                                                        | 13A.1 – STS-118 | Индевър                 | 8 август, 2007      | 13,7        | 3,9          | 12 598        |
| Хармъни Възел 2 и преместване на Ферма P6                                               | 10A – STS-120   | Дискавъри               | 23 октомври, 2007   | 6,1         | 4,2          | 13 608        |
| Лабораторен модул Кълъмбъс                                                              | 1E – STS-122    | Атлантис                | 7 февруари, 2008    | 6,87        | 4,49         | 19 300        |
| Японски експериментален модул – херметизиран товарен модул и Декстър, роботизирана ръка | 1J/A – STS-123  | Индевър                 | 11 март 2008        | 3,9         | 4,4          | 4200          |
| Японски херметизиран модул JEM                                                          | 1J – STS-124    | Дискавъри               | 31 май, 2008        | 11,2        | 4,4          | 15 900        |
| Ферма S6                                                                                | 15A – STS-119   | Индевър                 | 15 март 2009        | 73,2        | 10,7         | 15 900        |
| Японска открито съоръжение                                                              | 2J/A – STS-127  | Индевър                 | 15 юли 2009         |             |              | 4100          |
| Поиск (МИМ-2)                                                                           | 5R              | Союз-У (Прогрес М-МИМ2) | 10 октомври 2009    |             |              |               |
| Транспортно-складов палет Експрес 1, 2                                                  | ULF3 – STS-129  | Атлантис                | 16 ноември 2009     |             |              |               |
| Транквилити (Възел 3) с Купола                                                          | 20A – STS-132   | Дискавъри               | 2010                | 6,5; 1,5    | 4,25; 2,95   | 12 247; 1800  |
| Рассвет                                                                                 | ULF4 – STS-132  | Атлантис                | 14 май 2010         | 6           | 2,35         | 5075          |
| Леонардо (ПММ)                                                                          | ULF5 – STS-133  | Дискавъри               | 1 март 2011         | 6,4         | 4,6          | 9896          |
| Алфа магнитен спектрометър (АМС-02), OBSS и Транспортно-складов палет Експрес 3         | ULF6 – STS-134  | Индевър                 | 2011                |             |              | 6731          |
| Предстоящи полети                                                                       |                 |                         |                     |             |              |               |
| Наука (МЛМ) с Европейска роботизирана ръка                                              | 3R              | Протон                  | 2012 – 2015         | 13          | 4,1          | 21 300        |

## Галерия
- Снимките са в ред на сглобяването
- 1 A/R
- 1R
- 7A.1
- 4R
- LF 1
- ULF 1.1
- 12A
- 12A.1
- 13A
- 13A.1
- 10A
- 1Е
- 1J/A
- 1J
- 15A
- 2J/A
- 5R
- ULF3
- 20A
- ULF4
- ULF5
- ULF6
- 3R